# Podregion Tunturi-Lappi
Podregion Tunturi-Lappi (fiń. Tunturi-Lapin seutukunta) – podregion w Finlandii, w regionie Laponia. Populacja w 2019 roku wynosiła 14 445 osób.
W skład podregionu wchodzą gminy:
- Enontekiö,
- Kittilä,
- Kolari,
- Muonio.